# Matériau granulaire
Pour les articles homonymes, voir matériau (homonymie).

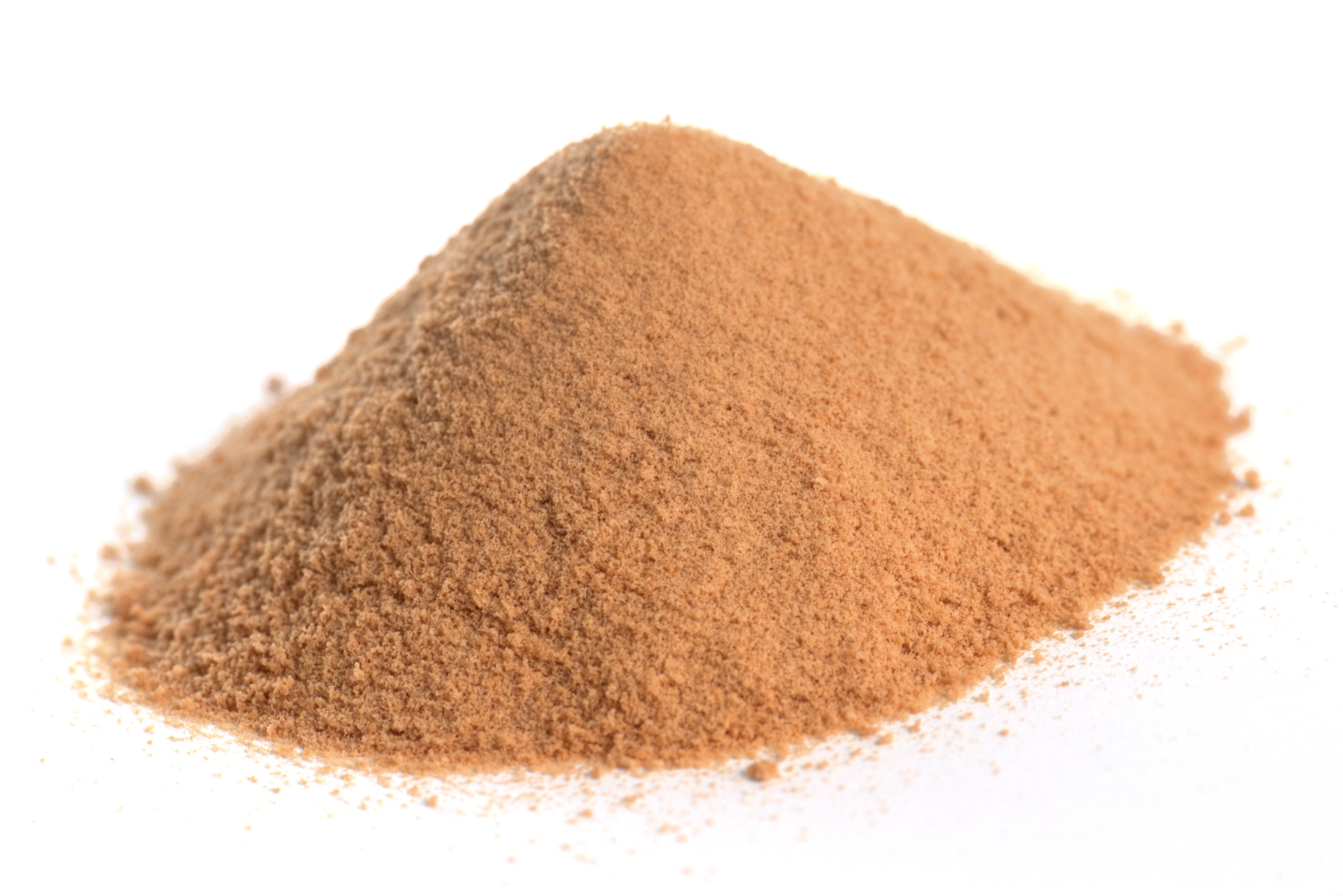
Tanins en poudre.

Un matériau granulaire est constitué d'un ensemble de particules solides qui ont des interactions de type répulsif. Les particules, aussi appelées grains, sont suffisamment grandes pour ne pas subir de fluctuations thermodynamiques ni être liées par des liaisons covalentes (on parlerait alors de poudre). La grande quantité de particules distinctes et leurs nombreuses interactions entraînent de comportements uniques. On observe notamment des propriétés macroscopiques qui sont indépendantes de propriétés des grains (comme la création de dunes ou le déclenchement d'avalanches). 
Cet état de la matière est très présent sur terre et dans l'industrie. La plupart des matériaux granulaires existants ne sont pas que des ensembles de grains soumis à des formes répulsives (sable, dune), mais incluent d'autres matériaux (comme de l'eau) et d'autres types d'interactions (neige, terre humide). Ce type de matériaux est très présent dans l'industrie (préparation de médicaments, fabrication de bétons, peintures, granulés, granulats) et dans le domaine agroalimentaire (grains de maïs, de blé, etc.). 

## Histoire
L'étude des milieux granulaires a commencé avec les observations d’Osborne Reynolds sur le tassement des sables. Il réalise qu'un matériau granulaire cisaillé doit nécessairement se déformer en gagnant en volume pour réarranger les contacts granulaires ; au contraire, un matériau solide ou fluide traditionnel se déforme sans changer généralement de volume. Il publie sa découverte en 1885, et interprète les données sous l'angle de ce qui deviendra plus tard la physique des milieux granulaires. 
Le flambeau a ensuite été repris par Ralph A. Bagnold qui a étudié les mouvements du sable dans le désert qu'il explorait et est à l'origine du Nombre de Bagnold, utilisé pour caractériser l'écoulement du sable, et de la Formule de Bagnold qui décrit l'effet du vent sur le sable.
La physique des milieux granulaires est née de l'études des sols, de la terre et du sable en géologie. Des travaux mathématiques et physiques modernes ont permis de s'appuyer notamment sur la physique statistique et la mécanique des fluides pour développer nos connaissances du sujet. Ces deux héritages (sciences de la Terre et physique) se reflètent aujourd'hui encore dans le champ lexical, les modèles et le choix des paramètres de la recherche moderne. 
L'omniprésence de ce type de matériaux et les progrès de la recherche ont développé des applications qui s'étendent jusque dans des domaines aussi variés que l'industrie pharmaceutique ou la prévention des avalanches.

## Description
Chaque grain d'un matériau granulaire possède ses propres propriétés : il peut être petit (de l'ordre d'un demi-millimètre) ou aussi grand qu'une planète. Dans la plupart des cas, les chercheurs étudient des ensembles de grains relativement homogènes afin de simplifier leurs modèles.  
La plupart des matériaux étudiés sont fortement dissipatifs, bien que les chercheurs étudient aussi le cas théorique de matériaux sans force de frictions. Dans les matériaux dissipatifs, chaque contact entre deux grains mène à une perte d'énergie. Le sable, par exemple, va très vide s'immobiliser s'il est versé sur une surface fixe et former une pile qui aura des caractéristiques spécifiques. Les grains du même sable, sans force de friction qui dissipe leur énergie, se répartiraient dans toutes les directions.  
Au niveau des grains, le terme de matériau granulaire ne s'applique plus lorsque ceux-ci sont soumis à l'agitation thermique et au mouvement brownien. Ainsi, lorsque les grains ont des tailles caractéristiques de l'ordre du micromètre ou moins, on parle de colloïdes. Il n'y a en revanche pas véritablement de limite supérieure à la taille des grains, puisqu'on peut aussi parler de granulaires lorsque l'on étudie la formation de planètes à partir d'astéroïdes dans l'espace. Les grains peuvent avoir différentes formes, voire être déformables. Une suspension où tous les grains ont la même taille est dite monodisperse, dans le cas contraire on parle de polydispersité.
Le fluide qui se trouve entre les grains a aussi une grande importance. On pense généralement à l'air, mais il peut s'agir d'eau (exemple du sable sous la mer ou dans une rivière), ou d'un autre fluide (huile, polymères). On parle alors de matériaux granulaires immergés. Il faut noter que si la densité des grains est proche de celle du fluide, on parle alors de suspension, car les grains ne sédimenteront pas dans le fluide.

### Compacité
La compacité indique le rapport entre la quantité de grain dans un volume donné et le volume total du matériau granulaire. Pour des grains sphériques mono-disperses, ce rapport varie entre 0 pour un gaz granulaire (voir paragraphe suivant) et 0,64 (empilement compact aléatoire). Notons que dans le cas d'un empilement non aléatoire, le rapport pourrait atteindre au maximum 0,74 (« cristal » hexagonal compact), mais cette compacité n'est dans la pratique jamais atteinte dans les manipulations habituelles de matériaux granulaire.

### Chocs entre grains et dissipation d'énergie
Les chocs entre grains sont la principale source de dissipation d'énergie lors du mouvement d'un matériau granulaire sec, et sont à l'origine des comportements particuliers de ces matériaux. Lors de la collision inélastique de deux grains, une partie de l'énergie est dissipée en chaleur dans les grains. La quantité dissipée peut être calculée à partir du coefficient de restitution du matériau.
En outre, lorsque la collision se fait avec une vitesse tangentielle entre les grains, des forces de frottement apparaissent, qui modifient la dynamique de mouvement des grains. L'énergie dissipée due à ces forces est cependant généralement inférieure à l'énergie dissipée par la collision inélastique.
Enfin, lorsque le matériau granulaire est immergé dans un fluide, des interactions avec le fluide ont lieu qui sont aussi dissipatives (en particulier dans le cas d'un frottement avec un fluide visqueux, cf. traînée).

## État physique d'un matériau granulaire
Les matériaux granulaires peuvent présenter, selon l'énergie qu'on leur fournit, des comportements se rapprochant tantôt de ceux d'un solide, tantôt de ceux d'un fluide, ou d'un gaz,.
Il se comporte comme un fluide parce :
- qu'il s'écoule ;
- qu'il épouse les parois du récipient dans lequel on le verse.

Mais ce n'est pas un fluide parce que sa surface n'est pas plane, quelle que soit l'inclinaison du récipient ( à la différence d'un liquide qui conserve son équilibre avec une gîte à zéro degré).
Son plan d'inclinaison, ou angle de talus, dépend des propriétés du matériau et notamment du taux d'humidité. De manière très générale, dans un environnement sec, l'angle de talus est en moyenne de 30 degrés.
Les matériaux granulaires s'empilent les uns sur les autres et s'auto-bloquent au point de parfois connaître un effet de voute qui arrête tout écoulement. Pour rompre cette voute, une vibration suffit (phénomène de résonance).
Compactés au maximum, les matériaux granulaires conservent entre eux un vide représentant 25 % du volume total.

### Solide
Contrairement à la plupart des autres matériaux solides, un matériau granulaire compacté tend à se dilater (à s'expandre en volume) lorsqu'on le cisaille. Cela vient de l'enchevêtrement des grains à l'état compacté : ces grains n'ont donc pas la possibilité de se réarranger par simple glissement. Lorsque l'amas de grains est chargé, il se produit un phénomène d'arc-boutement entre grains voisins, qui produit une expansion de l'échantillon. D'un autre côté, lorsque l'on comprime un matériau granulaire initialement lâche, il commence par se compacter au lieu de se dilater sous cisaillement. Un matériau granulaire est dit dilatant si son volume augmente sous cisaillement croissant, et contractant si son volume décroît lorsque le cisaillement augmente,.

### Liquide
On parle d'un milieu granulaire en écoulement